# Molophilus (Molophilus) dorriganus
Molophilus (Molophilus) dorriganus is een tweevleugelige uit de familie steltmuggen (Limoniidae). De soort komt voor in het Australaziatisch gebied.